# Ley de privación de títulos de 1917

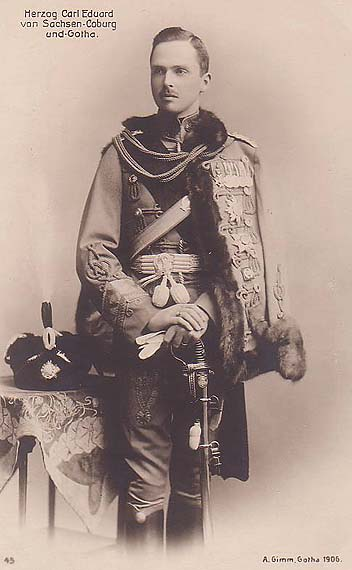
Charles Eduard

Ley de privación de títulos de 1917 (en inglés: Titles Deprivation Act 1917) es una ley del Parlamento del Reino Unido que autorizó a los enemigos del Reino Unido durante la Primera Guerra Mundial a ser privados de sus títulos nobiliarios británicos con consentimiento real del 8 de noviembre de 1917.

## Antecedentes
La familia real británica estaba estrechamente relacionado con muchas de las familias reales y principescas de Alemania. En particular, en 1837 la  subida al trono de la reina Victoria había causado su separación con el Reino de Hannover, ambas en unión personal durante más de un siglo, pasando Hannover a su tío el duque de Cumberland y a sus descendientes, quien conservó sus títulos británicos y el rango de príncipe. Del mismo modo, la reina Victoria se casó con el príncipe Alberto de Sajonia-Coburgo-Gotha, cuyos títulos alemán pasaron a los descendientes de su hijo menor Leopoldo, duque de Albany. Por lo tanto, durante la Primera Guerra Mundial, tanto Carlos Eduardo, duque de Sajonia-Coburgo-Gotha como Ernesto Augusto, príncipe heredero de Hannover eran príncipes y duque británicos, incluso mientras servían en el ejército alemán como oficiales (también es caso del hijo de este último, Ernesto Augusto, duque de Brunswick, quien también tenía rango de príncipe británico).
En el Parlamento Británico, en sesión iniciada el 18 de noviembre de 1914, J. G. Swift MacNeill, un irlandés nacionalista especialista en derecho constitucional y representante ante el Parlamento por el distrito electoral de Donegal South, condenó a los duques de Sajonia-Coburgo-Gotha y de Cumberland como traidores y exigió saber «qué medidas se tomarán para asegurar que [ellos] ya no se conservarán su nobleza y títulos de  Reino Unido así como un asiento en la cámara de los Lores». A pesar de la oposición de los primeros ministros Asquith y Lloyd George, MacNeil continuó su campaña hasta que perdió su asiento después de las elecciones de 1918. Tras perder su asiento, Horatio Bottomley, representante por Hackney South, continuó el apoyo a su posición.
El 13 de mayo de 1915, el rey Jorge V retiró los nombres del emperador de Austria, del emperador de Alemania, del rey de Wurtemberg, del Gran Duque de Hesse, del príncipe Enrique de Prusia, del duque de Sajonia-Coburgo-Gotha y del duque de Cumberland, miembros de la realeza de Alemania y Austria (algunos de los cuales nunca habían sido británicos), del rollo de caballeros de la Orden de la Jarretera; pero conservaron sus títulos con dignidad de par ya que estos solo pueden ser retirados por una ley del Parlamento. No es hasta 1917 cuando el Parlamento aprobó el Titles Deprivation Act, con los que se autorizan la privación de títulos con dignidad de par, así como sus dignidades principescas.

## Privación de títulos
El acta permitía al rey establecer un comité del Consejo Privado facultado para tomar evidencias e informar acerca de los nombres de los pares o príncipes británicos «que tienen, durante la guerra actual, las armas contra Su Majestad o sus aliados, o que se han adherido a los enemigos de Su Majestad». El informe debía ser presentado ante las dos cámaras del Parlamento y si ninguna de las cámaras aprobaba alguna moción de desaprobación del informe dentro de los siguientes cuarenta días (dicha moción debía ser presentada al rey), las personas nombradas en el informe perdería toda dignidad británica. A partir de entonces, a los sucesores de cualquier persona privada de un título de nobleza por esta acta se le permitían solicitar a la Corona una restauración del mismo.
De acuerdo con el acta, el rey nombró como miembros de la comisión a:
- Lord Finlay (Lord canciller)
- El vizconde Sandhurst (Lord Chambelán)
- El marqués de Lansdowne
- El marqués de Crewe
- Lord Newton
- Lord Stamfordham (Secretario privado del Soberano)
- Lord Sumner (Lord de recursos ordinarios)

El comité fue establecido por una orden del Consejo emitido por el rey el 27 de noviembre de 1917, emitió su informe el 1 de agosto de 1918 y a partir de entonces fue sometido antes las cámaras del Parlamento. Puesto que ningún acuerdo de desaprobación del informe fue aprobado por alguna de las cámaras, fue presentado al rey el 28 de marzo de 1919 y ese mismo día el rey emitió una orden al Consejo de privar a las siguientes personas de sus títulos:
- S. A. R. Carlos Eduardo, duque de Albany, conde de Clarence y barón Arklow
- S. A. R. Ernesto Augusto, duque de Cumberland y Teviotdale, conde de Armagh
- S. A. R. Ernesto Augusto (duque de Brunswick), príncipe de Gran Bretaña e Irlanda (y heredero del duque de Cumberland y Teviotdale)
- S. A. R. Henry, vizconde Taaffe de Corren y barón de Ballymote

Además del ducado de Albany y del ducado de Cumberland y Teviotdale, el título de vizconde Taaffe también fue perdido por su portador, incluso cuando su título había sido confirmado en 1860. La razón de la supresión del título fue que el vizconde Taaffe había emigrado desde Irlanda a Austria en 1700 y había servido al emperador de Austria desde ese momento. Ningún descendiente de cualquiera de estas cuatro personas han solicitado alguna vez a la corona la reactivación de los títulos.